# 戸田市立新曽小学校
戸田市立新曽小学校（とだしりつ にいぞしょうがっこう）は、埼玉県戸田市にある公立小学校。

## 歴史
- 1910年（明治43年） - 戸田尋常小学校開校
- 1960年（昭和35年） - 埼玉県北足立郡戸田町戸田第一小学校新曽分校が廃止され、埼玉県北足立郡戸田町立新曽小学校と改称
- 1966年（昭和41年） - 戸田市制施行により戸田市立新曽小学校と校名変更する
- 2023年(令和5年)　- 新校舎が使用開始

## 所在地
- 埼玉県戸田市新曽南二丁目13番8号